# مصر.
A مصر. (kiejtve miszr, Punycode: .xn--wgbh1c) Egyiptom nemzeti karakterekkel (arab írással) regisztrált internetes legfelső szintű tartománykódja. 2010. május 5-én aktiválták, az امارات. (imárát, azaz Egyesült Arab Emírségek) és السعودية. (asz-szuúdijja, azaz Szaúd-Arábia) TLD-kkel egy időben.
Egyiptom latin írással regisztrált TLD-je a .eg.

## Külső hivatkozások
- IANA مصر. kikicsoda